# Protubérance solaire
Pour les articles homonymes, voir Protubérance.

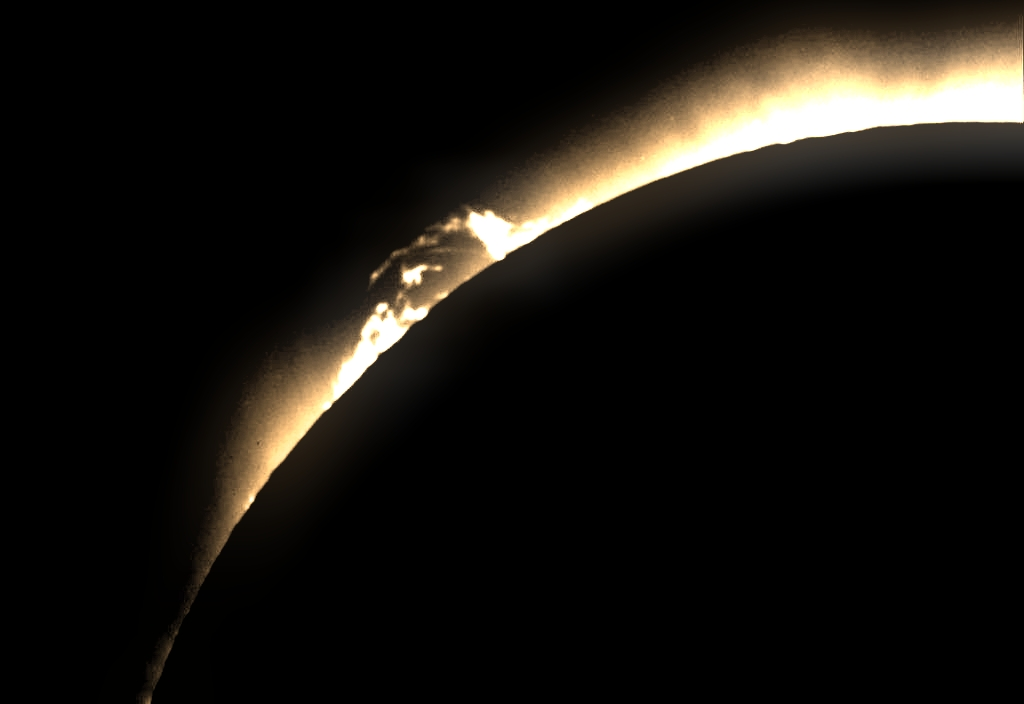
Photographie amateur d'une protubérance solaire au coronographe.

Une protubérance solaire est une structure visible dans l'atmosphère solaire, composée d'un plasma relativement froid, de l'ordre de 10 000 K (c'est-à-dire une température du même ordre de grandeur que celle de la chromosphère du Soleil) et dense, baignant dans la couronne bien plus chaude et ténue et confiné par le champ magnétique coronal. Les protubérances ne sont autres que des filaments solaires mais vus « en projection sur le fond de ciel » lorsqu'un filament, visible par contraste avec la photosphère sous-jacente, passe au bord (ou « limbe ») sous l'effet de la rotation solaire.

## Caractéristiques observationnelles
Le plasma des protubérances est composé d'hydrogène et d'hélium ainsi que de certains autres éléments plus lourds (les astronomes parlent de « métaux ») comme le calcium ou le sodium. Dans les domaines visible et infra-rouge, on utilise principalement des raies spectrales de l'hydrogène et de l'hélium pour l'étude des conditions physiques (telles que température, pression, champ magnétique et champ de vitesses) qui vont caractériser le plasma. Les protubérances peuvent prendre des formes très variées : pilier, arche, champignon, buisson, draperie, arbre, etc, et ces formes peuvent évoluer. Une protubérance peut ainsi se transformer, disparaître, réapparaître ou fusionner en quelques heures, et subsister plusieurs jours. 

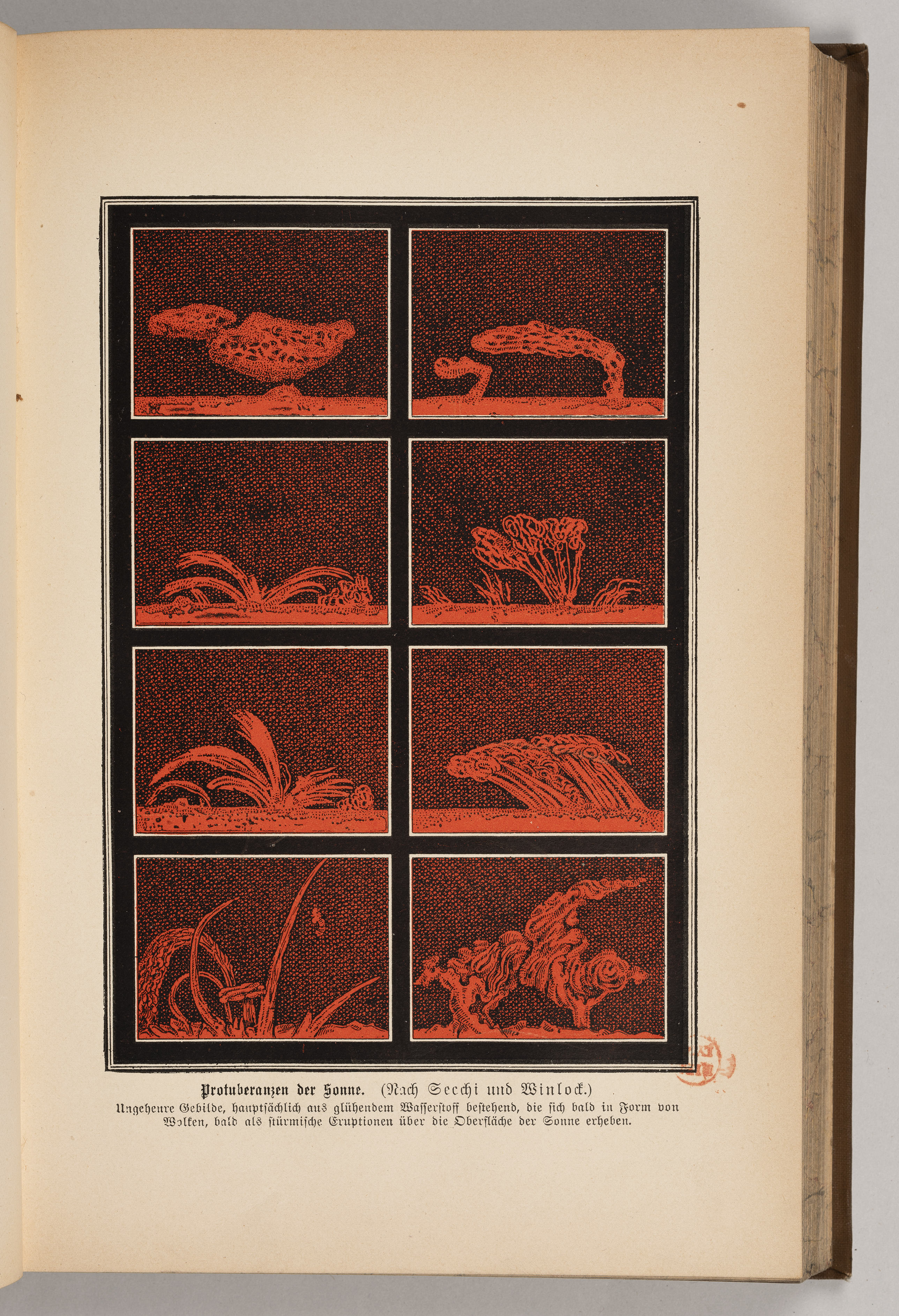
Reproduction de dessins de protubérances solaires par Wilhelm Bölsche en 1890.

L'histoire des sciences rapporte que l'hélium porte son nom en référence au soleil (hélios en grec). En effet, cet élément a été découvert à travers l'analyse spectroscopique de la lumière solaire à la fin du XIXe siècle par les astronomes français et britannique Jules Janssen et Sir Joseph Norman Lockyer. Plus précisément, cette identification a eu lieu durant l'éclipse solaire du 18 août 1868 et à partir de l'observation d'une certaine « raie jaune » du spectre solaire bien visible dans les protubérances qui peuplent le bord solaire. Cette raie spectrale, en fait un multiplet de l'hélium neutre à une longueur d'onde de 587,6 nm aussi baptisée « D3 » dans la nomenclature de Joseph von Fraunhofer, n'avait alors pas d'équivalent dans les spectres de laboratoires produits sur terre. C'est ainsi que les physiciens ont envisagé l'existence d'un élément particulier, propre au soleil, l'hélium avant de découvrir ce dernier sur terre également. Comme d'autres multiplets de l'hélium, D3 est depuis très largement utilisée par les astronomes pour la détermination des caractéristiques physiques des protubérances, en particulier leur champ magnétique.

## Protubérances et phénomènes éruptifs

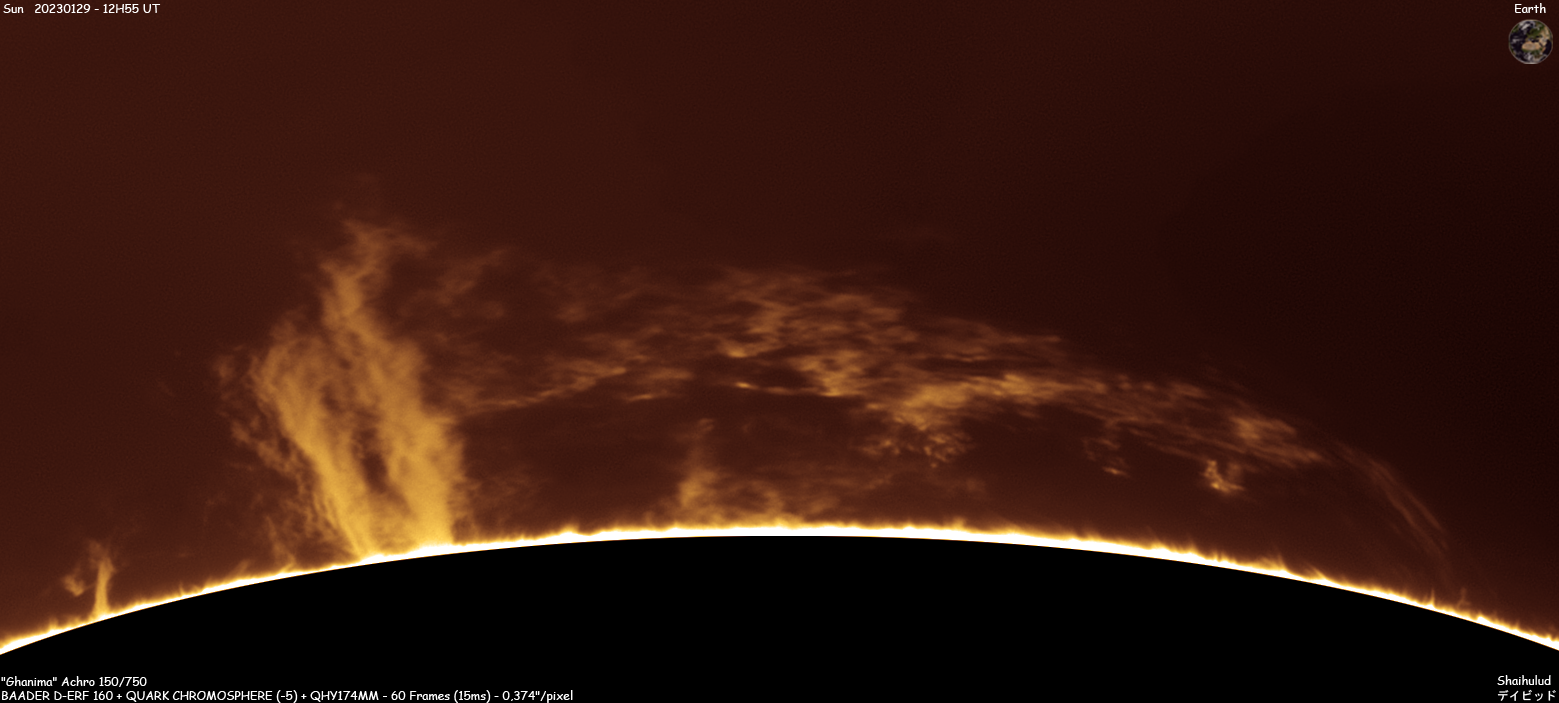
Protubérance vue par un télescope amateur.

L'étude moderne des protubérances est particulièrement motivée par leur rôle dans les interactions Soleil-Terre. En effet, le plasma qui les compose est soutenu et confiné au-dessus de la surface solaire dans une boucle du champ magnétique coronal, champ dont la géométrie varie continuellement au cours du temps. Lors de cette évolution permanente, il arrive que la géométrie magnétique ne soit plus capable de confiner le plasma des protubérances. L'expulsion brutale du plasma produit alors des phénomènes éruptifs à grande échelle au niveau du système solaire interne, et en ce qui concerne notre planète, pouvant affecter son environnement au-delà voire en deçà de l'atmosphère exosphérique, en particulier notre magnétosphère. On appelle ces éruptions des éjections de masse coronale.

## Méthodes d'observation

### À l'œil nu
Lors d'une éclipse totale ou annulaire, la Lune recouvre suffisamment le Soleil pour que la lumière de ce dernier soit suffisamment faible pour que l'on puisse voir des protubérances solaires à l'œil nu ou au télescope. Il faut toutefois utiliser un filtre UV pour se protéger de la destruction de la rétine de l'œil qu'engendre la fixation du soleil. Des lunettes spéciales ou des filtres de télescopes sont en vente dans les boutiques spécialisées.

### Observations au sol
- Grâce à un instrument appelé coronographe. Celui-ci s'utilise avec une lunette et masque le disque solaire pour révéler les protubérances (beaucoup moins lumineuses que le disque).
- Grâce à des filtres interférentiels à bande passante très étroite, basés par exemple sur le principe de l'interféromètre de Fabry-Perot ou sur celui du filtre de Lyot, il est possible de sélectionner spécifiquement les longueurs d'onde d'émission des protubérances.
- Le télescope solaire franco-italien THéMIS, bien que n'étant pas un coronographe, permet des observations uniques des protubérances solaires, en combinant spectroscopie multi-raies et polarimétrie.

### Observations depuis l'espace
- TRACE
- SoHO